# استلا د هایج
استلا د هایج (انگلیسی: Stella de Heij؛ زادهٔ ۱۷ january ۱۹۶۸ (۵۷ سال)) ورزشکار هاکی روی چمن اهل پادشاهی هلند است.
وی در مسابقات کشوری و بین‌المللی در مجموع برندهٔ ۱ مدال طلا، ۲ مدال برنز شده‌است.